# Armida (Gluck)
Armida (título original en francés, Armide) es una ópera con música de Christoph Willibald Gluck y usando un libreto en francés escrito antes por Philippe Quinault para Lully, basado a su vez en La Gerusalemme liberata (Jerusalén liberada), obra de Torquato Tasso. Se estrenó en la Académie Royale de París, el 23 de septiembre de 1777. 

## Historia
Se trata de la quinta ópera de Gluck para la escena parisina y la favorita del compositor entre sus propias obras. Armide se estrenó en la Académie Royale de París, el 23 de septiembre de 1777. Gluck usó el mismo libreto que Philippe Quinault había escrito para Lully en 1686, basado en la Gerusalemme liberata (Jerusalén liberada) de Torquato Tasso. 
Gluck trabajaba cómodamente en la tradición francesa imperante cuando la compuso. Lully y Quinault fueron los auténticos fundadores de la ópera seria en Francia y Armide fue ampliamente reconocida como su obra maestra, de manera que fue muy atrevido por parte de Gluck ponerle nueva música a las palabras de Quinault. Un intento similar de escribir una nueva ópera con el libreto de Thésée por Jean Joseph de Mondonville en 1765 había terminado en desastre, con el público exigiendo que se reemplazase con el original de Lully. Al usar Armide, Gluck desafió los ideales tradicionales y aparentemente inviolables de la práctica francesa, y en el proceso él reveló que estos valores eran capaces de renovación a través de la sensibilidad compositiva "moderna". Gluck suscitó una polémica, y aunque la ópera no se encuentra entre las más populares, sigue siendo un hito en la historia operística francesa.
La primera reposición moderna de Armide fue presentada en la Ópera de la Bastilla en 1905 con Lucienne Bréval en el rol titular. Otros miembros del reparto fueron Alice Verlet, Agustarello Affré, Dinh Gilly, y Geneviève Vix.
Esta obra rara vez se representa en la actualidad; en las estadísticas Archivado el 11 de noviembre de 2015 en Wayback Machine. de Operabase aparece con solo 5 representaciones en el período 2005-2010.

## Personajes
| Personaje                                                                               | Tesitura  | Reparto del estreno, 23 de septiembre de 1777 (Director) |
| --------------------------------------------------------------------------------------- | --------- | -------------------------------------------------------- |
| Armide, una hechicera, Princesa de Damasco                                              | soprano   | Rosalie Levasseur                                        |
| Renaud, un cruzado                                                                      | tenor     | Joseph Legros                                            |
| Phénice, confidente de Armide                                                           | soprano   | M.lle LeBourgeois                                        |
| Sidonie, confidente de Armide                                                           | soprano   | M.lle Châteauneuf                                        |
| Hidraot, un mago, Rey de Damasco                                                        | barítono  | Nicolas Gélin                                            |
| Hate                                                                                    | contralto | Céleste [Célestine] Durancy                              |
| El caballero danés, un cruzado                                                          | tenor     | Étienne Lainez (también escrito Lainé)                   |
| Ubalde, un cruzado                                                                      | barítono  | Henri Larrivée                                           |
| Un demonio en forma de Lucinde, la amada del caballero danés                            | soprano   | Anne-Marie-Jeanne Gavaudan "l'aînée"                     |
| Un demonio en forma de Mélisse, amada de Ubalde                                         | soprano   | Antoinette Cécile de Saint-Huberty                       |
| Aronte, a cargo de los prisioneros de Armide                                            | barítono  | Georges Durand                                           |
| Artémidore, un cruzado                                                                  | tenor     | Thirot                                                   |
| Una náyade                                                                              | soprano   |                                                          |
| Una pastora                                                                             | soprano   | Anne-Marie-Jeanne Gavaudan "l'aînée"                     |
| Un placer                                                                               | soprano   | Antoinette Cécile de Saint-Huberty                       |
| Damascenos, ninfas, pastores y pastoras, conjunto de Hate, demonios, Placeres, corifeos |           |                                                          |

## Argumento

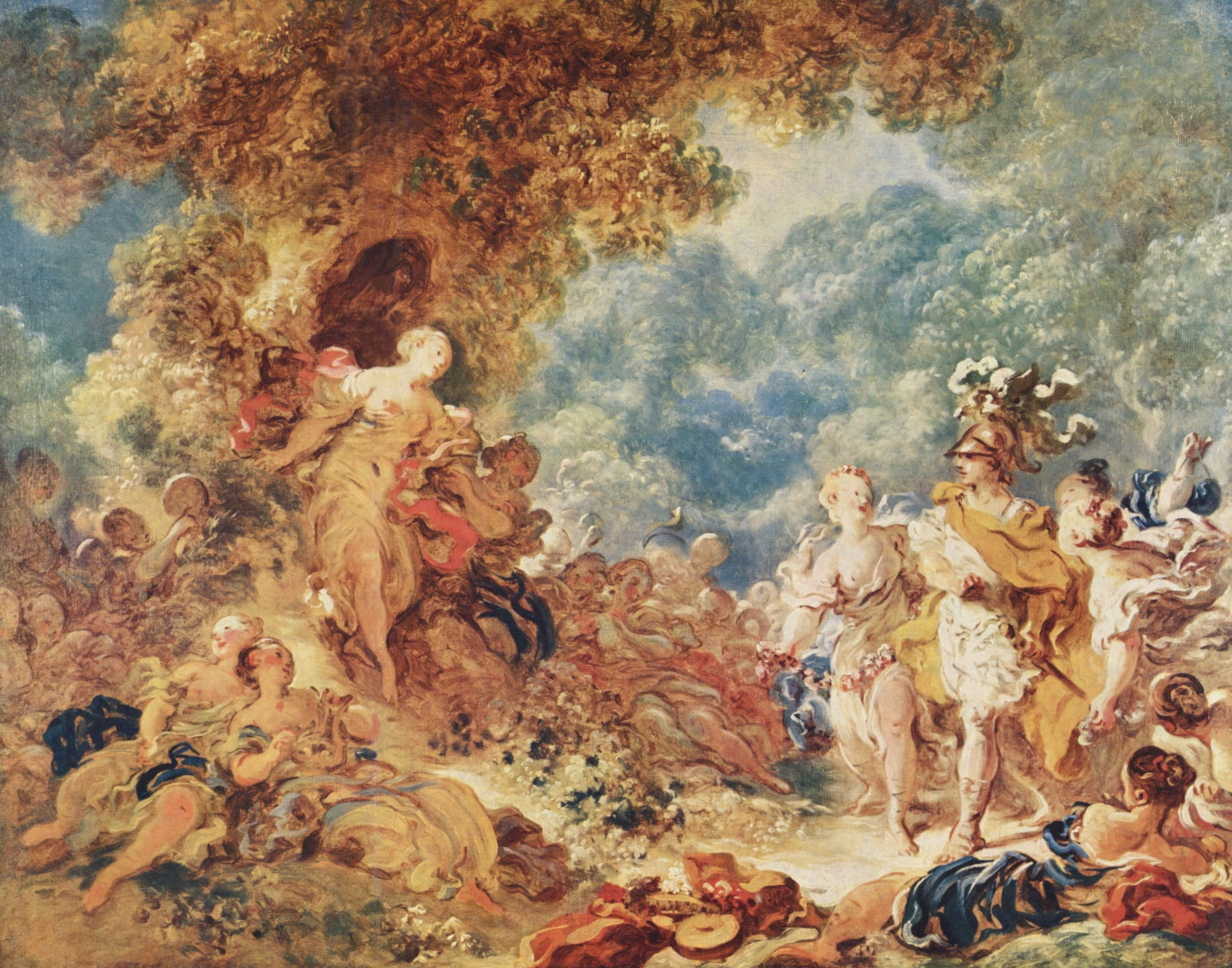
Rinaldo en el jardín de Armida, pintura de Fragonard.

Para la historia, véase Armide de Lully. Gluck no cambió el libreto, aunque cortó el prólogo alegórico y añadió unos versos de cosecha propia para el final del Acto III. De manera similar, los papeles y la disposición de las voces son iguales que en la ópera de Lully.

## Grabaciones
- Armide: Armide (Mireille Delunsch), Renaud (Charles Workman), La Haine (Ewa Podles), Hidraot (Laurent Naouri); Les Musiciens du Louvre, Marc Minkowski (Deutsche Grammophon Archiv, 1999)